# Porites furcata
Porites furcata is een rifkoralensoort uit de familie van de Poritidae. De wetenschappelijke naam van de soort werd in 1816 voor het eerst geldig gepubliceerd door Jean-Baptiste de Lamarck.